# BK3
BK3 è il terzo album da solista del chitarrista rock Bruce Kulick. È stato pubblicato dall'etichetta discografica Twenty4 il 2 febbraio 2010.
Kulick è stato il chitarrista dei Grand Funk Railroad dal 2001 e dei Kiss nel periodo 1984-1996.

## Tracce
1. Fate (Kevin Churko, Bruce Kulick, Jeremy Rubolino) – 3:31
2. Ain't Gonna Die (Gene Simmons, Kulick, Rubolino) – 4:10
3. No Friend of Mine (John Corabi, Kulick, Rubolino) – 4:08
4. Hand of the King (Nick simmons, Kulick, Rubolino) – 4:55
5. I'll Survive (Kulick, Rubolino) – 4:47
6. Dirty Girl (Kulick, Rubolino) – 3:59
7. Final Mile (Dan Lavery, Kulick, Rubolino) – 4:14
8. I'm the Animal (Tobias Sammet, Kulick, Rubolino) – 4:42
9. And I Know (Kulick, Rubolino) – 3:16
10. Between the Lines (Kulick, Rubolino) – 3:54
11. Life (Kulick, Rubolino) – 4:32

## Collaboratori

### Musicisti
- Bruce Kulick
- Steve Lukather
- Jeremy Rubolino
- Jimmy Haslip
- Brent Fitz
- Eric Singer
- Kenny Aronoff
- Gene Simmons
- John Corabi
- Doug Fieger
- Tobias Sammett
- Nick Simmons
- Jeremy Lichter
- Wally Wingert
- Christian Malmin
- Ken Gullic
- Cliff Calabro
- Levana Waiche e Neely Waiche
- Mark Robertson, Alma Fernandez, Sam Fischer, Vanessa Freebairn-Smith

### Produttori
- Bruce Kulick
- Jeremy Rubolino
- Tom Jermann – Disegnatore, produttore
- Neil Zlozower – Fotografo
- Chris White - manager tecnico
- Elizabeth White - secondo manager